# Giuseppe Peano
Giuseppe Peano (Spinetta di Cuneo, 27 agosto 1858 – Cavoretto, 20 aprile 1932) è stato un matematico, logico e glottoteta italiano.
Fra i maggiori matematici del periodo a cavallo fra XIX e XX secolo, fu anche l'ideatore del latino sine flexione, una lingua ausiliaria internazionale derivata dalla semplificazione del latino classico.

## Biografia

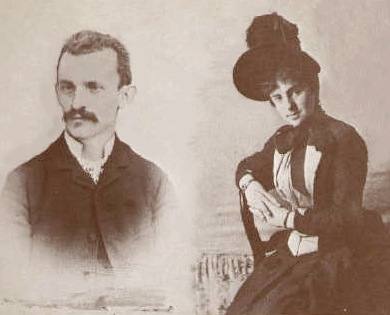
Giuseppe Peano e la moglie Carola Crosio nel 1887

Giuseppe Peano nacque il 27 agosto 1858 in una modesta fattoria chiamata "Tetto Galant" presso la frazione di Spinetta di Cuneo. Fu il secondogenito di Bartolomeo Peano e Rosa Cavallo; sette anni prima era nato il fratello maggiore Michele e successivamente nacquero Francesco, Bartolomeo e la sorella Rosa. Dopo un inizio estremamente difficile (doveva ogni mattina fare svariati chilometri per raggiungere la scuola), la famiglia si trasferì a Cuneo. Il fratello della madre, Giuseppe Michele Cavallo, accortosi delle sue notevoli capacità intellettive, lo invitò a raggiungerlo a Torino, dove continuò i suoi studi presso il Liceo classico Cavour. Nel 1876 si iscrisse all'Università di Torino, dove si laureò in matematica nel 1880. Subito dopo fu prima assistente di Enrico D'Ovidio poi di Angelo Genocchi, sempre all'Università di Torino, quindi divenne professore di calcolo infinitesimale presso lo stesso ateneo a partire dal 1890.
Aderì alla Massoneria. Non è noto dove fu iniziato,  ma il 24 dicembre 1885 fu affiliato come Maestro nella Loggia "Dante Alighieri" di Torino, retta dal socialista Giovanni Lerda (1853-1927).
Vittima della sua stessa eccentricità, che lo portava a insegnare logica in un corso di calcolo infinitesimale, fu più volte allontanato dall'insegnamento a dispetto della sua fama internazionale, perché «più di una volta, perduto dietro ai suoi calcoli, […] dimenticò di presentarsi alle sessioni di esame».
Ricordi del grande matematico (e non solo della vita familiare) sono raccontati con grazia e ammirazione nel romanzo biografico Una giovinezza inventata della pronipote Lalla Romano, scrittrice e poetessa.
Morì nel 1932 nella sua casa di campagna a Cavoretto di Torino, per un attacco di cuore che lo colse nella notte.
Il matematico piemontese fu capostipite di una scuola di matematici italiani, tra i quali possiamo annoverare Giovanni Vailati, Filiberto Castellano, Cesare Burali-Forti, Alessandro Padoa, Giovanni Vacca, Mario Pieri e Tommaso Boggio.

## Attività scientifica

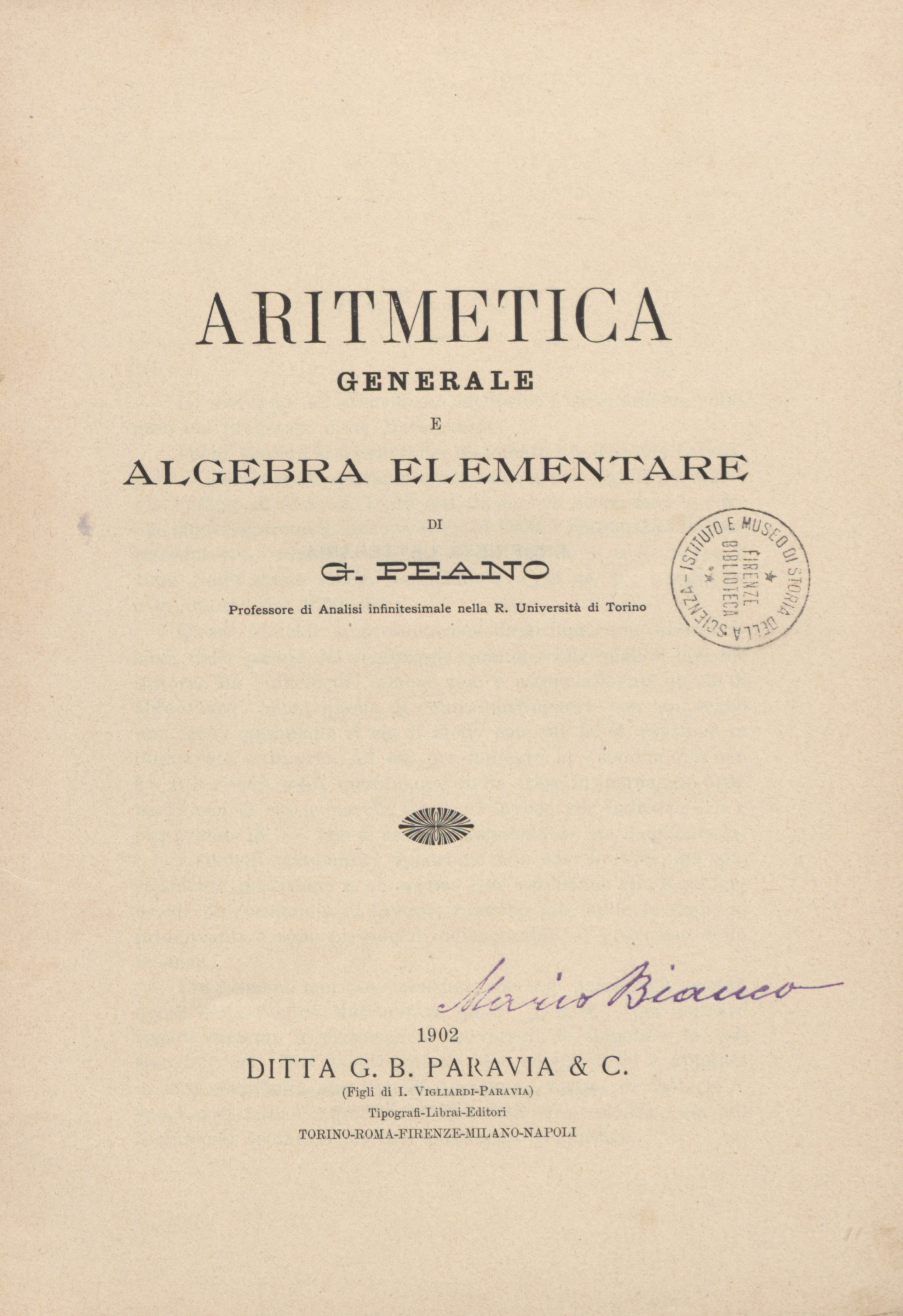
Aritmetica generale e algebra elementare, 1902

Peano precisò la definizione del limite superiore e fornì il primo esempio di una curva che riempie una superficie (la cosiddetta "curva di Peano", uno dei primi esempi di frattale), mettendo così in evidenza come la definizione di curva allora vigente non fosse conforme a quanto intuitivamente si intende per curva.
Da questo lavoro partì la revisione del concetto di curva, che fu ridefinito da Camille Jordan (1838 – 1922) (curva secondo Jordan).
Fu anche uno dei padri del calcolo vettoriale insieme a Tullio Levi-Civita. Dimostrò importanti proprietà delle equazioni differenziali ordinarie e ideò un metodo di integrazione per successive approssimazioni.
Sviluppò il Formulario mathematico, scritto dapprima in francese e nelle ultime versioni in interlingua, come chiamava il suo latino sine flexione, contenente oltre 4 000 tra teoremi e formule, per la maggior parte dimostrate.
Come logico dette un eccezionale contributo alla logica delle classi, elaborando un simbolismo di grande chiarezza e semplicità. Diede una definizione assiomatica dei numeri naturali, i famosi "assiomi di Peano" che vennero poi ripresi da Russell e Whitehead nei loro Principia Mathematica per sviluppare la teoria dei tipi.
Ebbe ampi riconoscimenti negli ambienti filosofici più aperti alle esigenze e alle implicazioni critiche della nuova logica formale.

## L'interlingua
Era affascinato dall'ideale leibniziano della lingua universale e sviluppò il "latino sine flexione", lingua con la quale cercò di tenere i suoi interventi ai congressi internazionali di Londra e Toronto.
Tale lingua fu concepita per semplificazione della grammatica ed eliminazione delle forme irregolari, applicandola a un numero di vocaboli presi tra quelli principalmente di origine latina e greca rimasti in uso nelle lingue moderne.

## Lo sforzo verso la semplificazione
Uno dei grandi meriti dell'opera di Peano sta nella ricerca della chiarezza e della semplicità. Contributo fondamentale che gli si riconosce è la definizione di notazioni matematiche entrate nell'uso corrente, come, per esempio, il simbolo di appartenenza (es: x ∈ A) o il quantificatore esistenziale "∃".
L'opera di Peano verte sulla ricerca della semplificazione, dello sviluppo di una notazione sintetica, base del progetto del già citato Formulario, fino alla definizione del latino sine flexione. La ricerca del rigore e della semplicità portarono Peano ad acquistare una macchina per la stampa per comporre e verificare di persona i tipi per la Rivista di Matematica da lui diretta e per altre pubblicazioni. Peano raccolse una serie di note per le tipografie relative alla stampa di testi di matematica, uno per tutti il suo consiglio di stampare le formule su righe isolate, cosa che ora viene data per scontata, ma che non lo era ai suoi tempi.

## Onorificenze
- 1905 - Cavaliere dell'Ordine della Corona d'Italia;
- 1917 - Ufficiale della Corona;
- 1921 - Commendatore della corona.

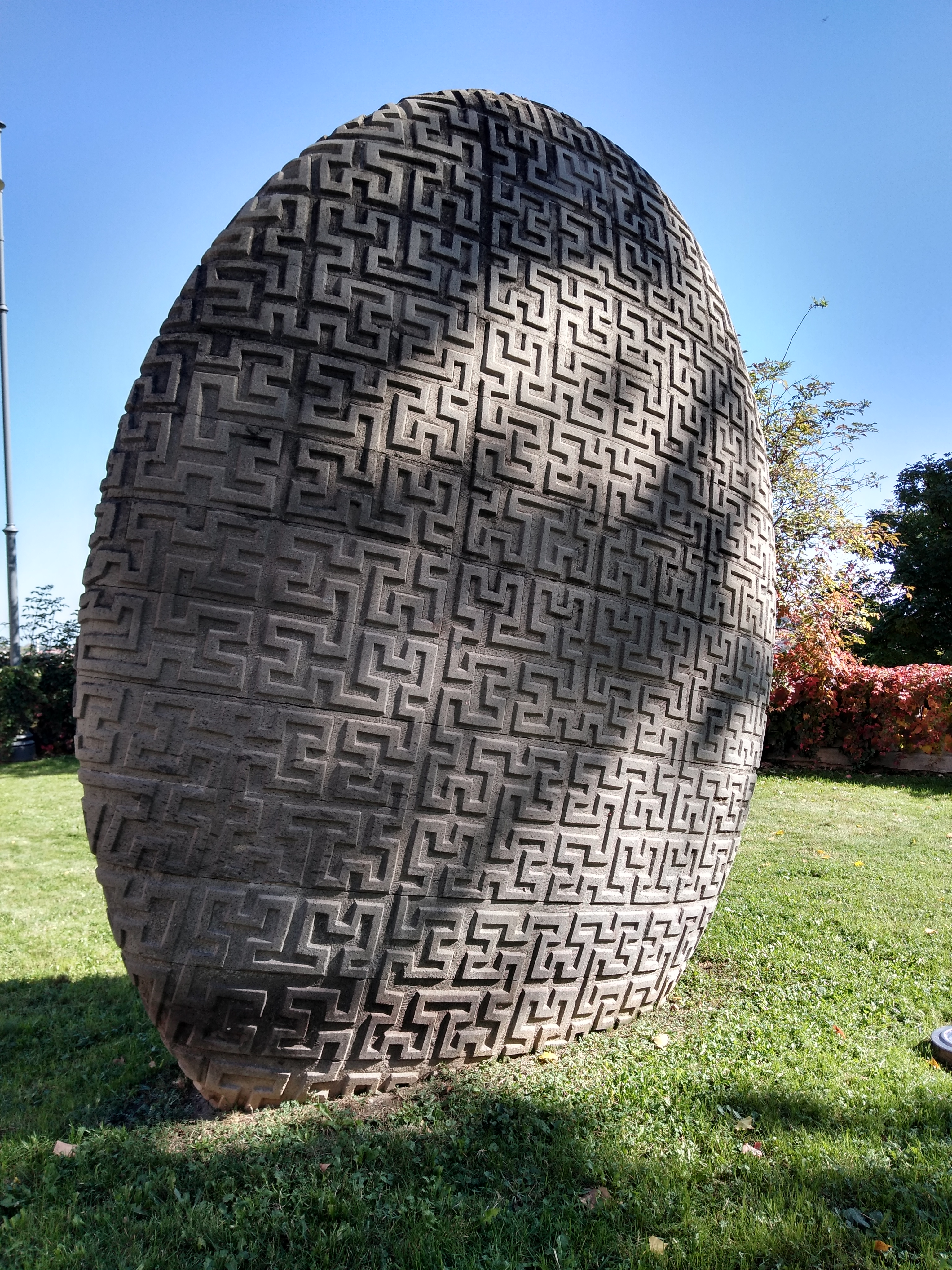
Monumento a Cuneo che celebra Peano e la sua "curva"

- L'asteroide 9987 Peano è stato battezzato così in suo onore

- Il dipartimento di Matematica della facoltà di Scienze Matematiche, Fisiche e Naturali dell'Università degli Studi di Torino è a lui dedicato[8]

- Molti licei scientifici in Italia portano il suo nome, come ad esempio a Roma, Cuneo, Tortona, Monterotondo, Cinisello Balsamo (fino al 2013),[9] Nereto o Marsico Nuovo, così come la scuola elementare di Tetto Canale, vicina alla sua città natale

- L'istituto d'istruzione superiore "Giuseppe Peano" (o IIS PEANO TO) di corso Venezia a Torino è dedicato a lui[10]

- L'Archivio Storico di Crotone ha adottato come proprio logo la curva di Peano[11]

- La città di Cuneo gli ha dedicato un monumento in area verde che celebra la "curva di Peano"

## Opere

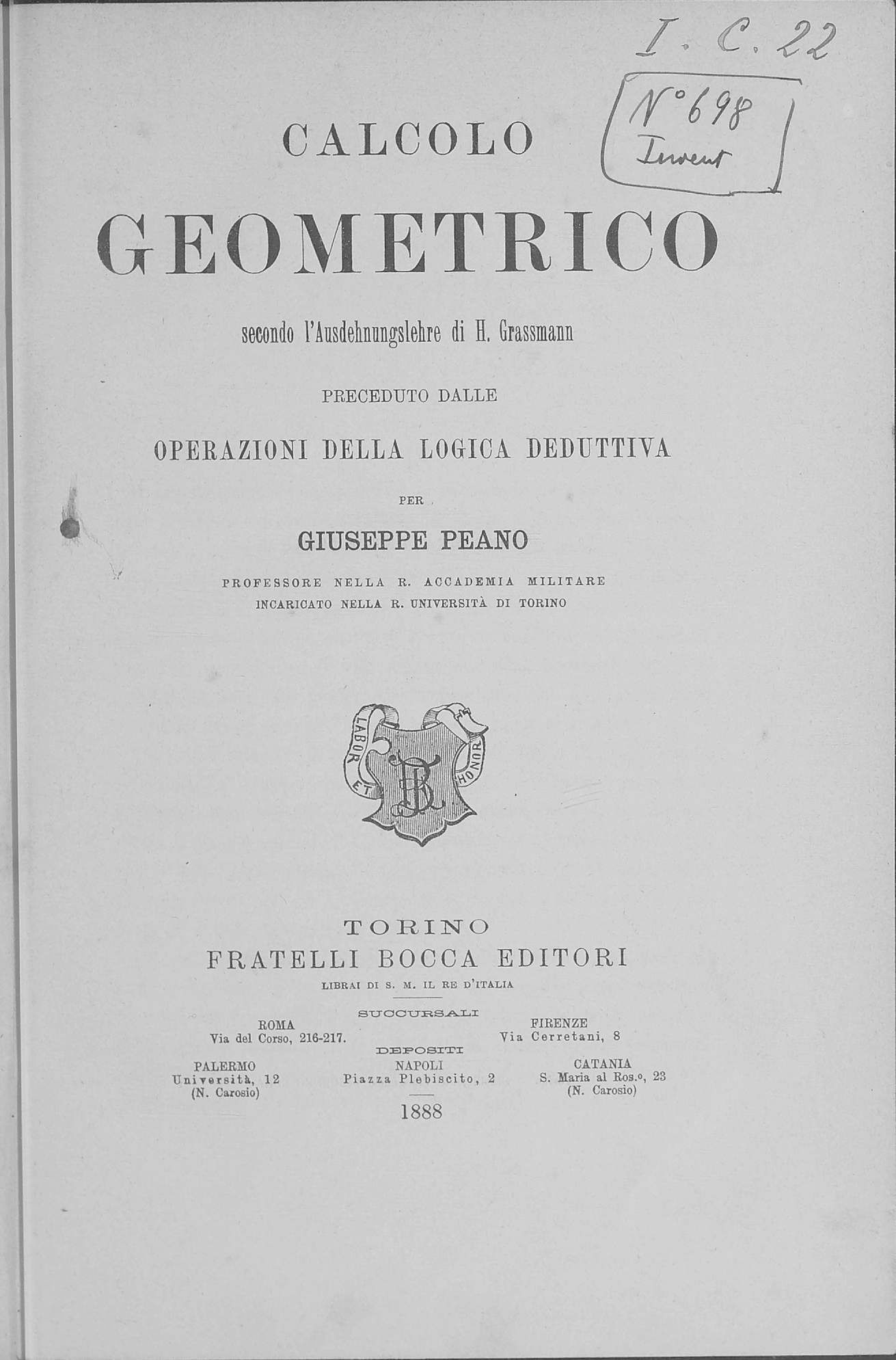
Calcolo geometrico secondo l'Ausdehnungslehre di H. Grassmann, 1888

- Giuseppe Peano, Aritmetica generale e algebra elementare, Torino, Paravia, 1902. URL consultato il 30 giugno 2015.
  - Aritmetica generale e algebra elementare (G.B. Paravia, 1902).
- Giuseppe Peano, Formulario mathematico, Torino, Fratelli Bocca, 1908. URL consultato il 30 giugno 2015.
- Calcolo differenziale e principii di calcolo integrale (Torino: Fratelli Bocca, 1883).
- Lezioni di analisi infinitesimale (G. Candeletti, 1893).
- Applicazioni geometriche del calcolo infinitesimale (Torino: Fratelli Bocca, 1887).
- Applicazioni geometriche del calcolo infinitesimale, Torino, Fratelli Bocca, 1887.
- I principii di geometria logicamente esposti ... (Torino: Fratelli Bocca, 1889).
- Giuseppe Peano, Arithmetices principia, nova methodo exposita, Torino, Paravia, 1902.
- Giuseppe Peano, Giochi di aritmetica e problemi interessanti, Torino, Paravia, 1925.

## Dissero di lui
(Bertrand Russell, 1932)